# Сейненський повіт
Сейненський повіт (пол. powiat sejneński) — один з 14 земських повітів Підляського воєводства Польщі.
Утворений 1 січня 1999 року в результаті адміністративної реформи. Є найменшим за населенням повітом Польщі.

## Загальні дані
Адміністративний центр — місто Сейни.
Станом на 1.01.2008 населення становить 21 170 осіб, площа 855,23 км².

## Демографія
Демографічні дані повіту станом на 30.06.2008:
|       | Всього | Всього | Жінки  | Жінки | Чоловіки | Чоловіки |
| ----- | ------ | ------ | ------ | ----- | -------- | -------- |
|       | осіб   | %      | осіб   | %     | осіб     | %        |
| Повіт | 21 132 | 100    | 10 584 | 50,09 | 10 548   | 49,91    |
| Міста | 5 872  | 100    | 3 073  | 52,33 | 2 799    | 47,67    |
| Села  | 15 260 | 100    | 7 511  | 49,22 | 7 749    | 50,78    |